# Provare qualcosa
Provare qualcosa è un singolo del rapper italiano Nayt pubblicato l'8 giugno 2023 come primo estratto dal suo settimo album in studio Habitat  dalla Columbia.

## Tracce
Testi di William Mezzanotte, musiche di Davide D'Onofrio.
1. Provare qualcosa – 2:43